# CNIT
CNIT (fullständigt namn Centre des Nouvelles Industries et Technologies) är den första byggnad som uppfördes i la Défense. Byggnaden upptar ett triangulärt stycke mark som tidigare hyste en Zodiac-fabrik.
Skaparen, Emmanuel Pouvreau, ville redan 1950 skapa ett mässcentrum för industrin och när Grand Palais började bli för litet blev det verklighet. Byggnaden renoverades 1989 och inhyser utöver mässfaciliteterna även ett antal butiker, barer, restauranger och ett hotell.
Byggnadsarbetet pågick mellan 1956 och 1958 och man använde sig av en teknik baserad på tunna segelartade ytor av armerad betong. Arkitekter var Robert Camelot, Jean de Mailly och Bernard Zehrfuss samt för metallfasaderna Jean Prouvé. Strukturingenjör och uppfinnare av segeltekniken (som påminner något om en flygplansvinge) var Nicolas Esquillan.